# 多賀一郎
多賀 一郎（たが いちろう、1955年 - ）は、日本の教育者、元小学校教諭。兵庫県神戸市出身。
神戸大学附属住吉小学校、甲南小学校に教諭として勤務。在職中に、西日本私立小学校連盟国語部代表委員、日本私立小学校連盟国語部全国委員長などを歴任。国語教育の著書がある。

## 略歴
- 1980年 神戸大学教育学部卒業
- 1980年 神戸大学附属住吉小学校教諭
- 1981年 学校法人甲南学園甲南小学校教諭
- 2012年 退職。
- 2013年 追手門学院小学校講師[4]

## 活動
- 教育の達人セミナーを関西で主催
- 国語研究グループ東風の会所属
- 全国で講演（兵庫・大阪・東京・京都・福井・和歌山・山口・新潟・富山・仙台・神奈川・奈良など）

## 著書
- 『教育の達人シリーズ 1　子どもの心をゆさぶる多賀一郎の国語の授業の作り方』 黎明書房、2010年、ISBN 4654002715
- 『全員を聞く子どもにする教室の作り方』 黎明書房、2012年、ISBN 4654018735
- 『今どきの子どもはこう受け止めるんやで』 黎明書房、2012年、ISBN 4654018816

## 共著
- 中村健一、多賀一郎 『教室で家庭でめっちゃ楽しく学べる国語のネタ63』 黎明書房、2012年、ISBN 4654003215